# Nastringues
Nastringues település Franciaországban, Dordogne megyében. Lakosainak száma 135 fő (2022. január 1.). Nastringues Saint-Méard-de-Gurçon, Fougueyrolles, Montazeau, Saint-Antoine-de-Breuilh és Vélines községekkel határos.

## Népesség
A település népességének változása:
| Lakosok száma | 112  | 113  | 114  | 113  | 102  | 103  | 117  | 126  | 127  | 135  |
|               | 1968 | 1982 | 1990 | 2006 | 2013 | 2015 | 2017 | 2019 | 2020 | 2022 |